# قائمة أنواع ميقونة
يوجد عدة أنواع من جنس الميقونة:
- ميقونة إهليلجية (الاسم العلمي:Mucuna elliptica)
- ميقونة أرجوانية (الاسم العلمي:Mucuna purpurea)
- ميقونة أرجوانية داكنة (الاسم العلمي:Mucuna atropurpurea)
- ميقونة باسيفيكية (الاسم العلمي:Mucuna pacifica)
- ميقونة تايلاندية (الاسم العلمي:Mucuna thailandica)
- ميقونة ثنائية الألوان (الاسم العلمي:Mucuna discolor)
- ميقونة جلدية (الاسم العلمي:Mucuna coriacea)
- ميقونة دائمة الخضرة (الاسم العلمي:Mucuna sempervirens)
- ميقونة ذهبية (الاسم العلمي:Mucuna aurea)
- ميقونة رخوة (الاسم العلمي:Mucuna mollis)
- ميقونة زاحفة (الاسم العلمي:Mucuna reptans)
- ميقونة سامارية (الاسم العلمي:Mucuna samarensis)
- ميقونة عملاقة (الاسم العلمي:Mucuna gigantea)
- ميقونة حارقة (الاسم العلمي:Mucuna urens)
- ميقونة شهوانية (الاسم العلمي:Mucuna pruriens)
- ميقونة أحادية البذور (الاسم العلمي:Mucuna monosperma)
- ميقونة ببغائية (الاسم العلمي:Mucuna psittacina)
- ميقونة بوغية (الاسم العلمي:Mucuna poggei)
- ميقونة بيردوودية (الاسم العلمي:Mucuna birdwoodiana)
- ميقونة بينتية (الاسم العلمي:Mucuna bennettii)
- ميقونة ثنائية الصفائح (الاسم العلمي:Mucuna diplax)
- ميقونة ثنائية الطيات (الاسم العلمي:Mucuna biplicata)
- ميقونة جرداء الجناح (الاسم العلمي:Mucuna glabrialata)
- ميقونة جميلة الأوراق (الاسم العلمي:Mucuna calophylla)
- ميقونة حلقية الثمار (الاسم العلمي:Mucuna cyclocarpa)
- ميقونة رفيعة الصفائح (الاسم العلمي:Mucuna stenoplax)
- ميقونة ستانلية (الاسم العلمي:Mucuna stanleyi)
- ميقونة سلونية (الاسم العلمي:Mucuna sloanei)
- ميقونة سميكة الثمار (الاسم العلمي:Mucuna pachycarpa)
- ميقونة سوداء الثمار (الاسم العلمي:Mucuna melanocarpa)
- ميقونة سوطية الساق (الاسم العلمي:Mucuna flagellipes)
- ميقونة شاحبة (الاسم العلمي:Mucuna pallida)
- ميقونة شامبيونية (الاسم العلمي:Mucuna championii)
- ميقونة شديد الرخاوة (الاسم العلمي:Mucuna mollissima)
- ميقونة شلشترية (الاسم العلمي:Mucuna schlechteri)
- ميقونة شواكة (الاسم العلمي:Mucuna ferox)
- ميقونة شيطانية (الاسم العلمي:Mucuna diabolica)
- ميقونة صفائحية (الاسم العلمي:Mucuna lamellata)
- ميقونة ضعيفة الأسنان (الاسم العلمي:Mucuna amblyodon)
- ميقونة طويلة العنيق (الاسم العلمي:Mucuna longipedunculata)
- ميقونة عثكولية (الاسم العلمي:Mucuna paniculata)
- ميقونة غشائية (الاسم العلمي:Mucuna membranacea)
- ميقونة غينيا الجديدة (الاسم العلمي:Mucuna novo-guineensis)
- ميقونة فاوستية (الاسم العلمي:Mucuna fawcettii)
- ميقونة فضية الأوراق (الاسم العلمي:Mucuna argyrophylla)
- ميقونة قليلة الصفائح (الاسم العلمي:Mucuna oligoplax)
- ميقونة قنابية (الاسم العلمي:Mucuna bracteata)
- ميقونة قنواتية (الاسم العلمي:Mucuna canaliculata)
- ميقونة كبيرة الأوراق (الاسم العلمي:Mucuna macrophylla)
- ميقونة كبيرة الثمار (الاسم العلمي:Mucuna macrocarpa)
- ميقونة غشائية (الاسم العلمي:Mucuna membranacea)
- ميقونة غينيا الجديدة (الاسم العلمي:Mucuna novo-guineensis)
- ميقونة فاوستية (الاسم العلمي:Mucuna fawcettii)
- ميقونة فضية الأوراق (الاسم العلمي:Mucuna argyrophylla)
- ميقونة قليلة الصفائح (الاسم العلمي:Mucuna oligoplax)
- ميقونة قنابية (الاسم العلمي:Mucuna bracteata)
- ميقونة قنواتية (الاسم العلمي:Mucuna canaliculata)
- ميقونة كبيرة الأوراق (الاسم العلمي:Mucuna macrophylla)
- ميقونة كبيرة الثمار (الاسم العلمي:Mucuna macrocarpa)
- ميقونة كبيرة الجذع (الاسم العلمي:Mucuna macropoda)
- ميقونة كبيرة العنقود (الاسم العلمي:Mucuna macrobotrys)
- ميقونة كبيرة القرون (الاسم العلمي:Mucuna macroceratides)
- ميقونة كورانية (الاسم العلمي:Mucuna curranii)
- ميقونة كيليبيانية (الاسم العلمي:Mucuna killipiana)
- ميقونة لامية (الاسم العلمي:Mucuna lamii)
- ميقونة لبدية (الاسم العلمي:Mucuna tomentosa)
- ميقونة لين-بولية (الاسم العلمي:Mucuna lane-poolei)
- ميقونة مابيرية (الاسم العلمي:Mucuna mapirensis)
- ميقونة ماكميلانية (الاسم العلمي:Mucuna macmillanii)
- ميقونة مانونغاريفية (الاسم العلمي:Mucuna manongarivensis)
- ميقونة متشابكة (الاسم العلمي:Mucuna imbricata)
- ميقونة متعددة الأضلاع (الاسم العلمي:Mucuna pluricostata)
- ميقونة متقطعة (الاسم العلمي:Mucuna interrupta)
- ميقونة مريعة (الاسم العلمي:Mucuna terrens)
- ميقونة مستدقة (الاسم العلمي:Mucuna acuminata)
- ميقونة مسطحة الأوراق (الاسم العلمي:Mucuna platyphylla)
- ميقونة مسطحة الضفائر (الاسم العلمي:Mucuna platyplekta)
- ميقونة مسودة (الاسم العلمي:Mucuna nigricans)
- ميقونة معرقة (الاسم العلمي:Mucuna reticulata)
- ميقونة ملتفة (الاسم العلمي:Mucuna revoluta)
- ميقونة منقارية (الاسم العلمي:Mucuna rostrata)
- ميقونة موتيسية (الاسم العلمي:Mucuna mutisiana)
- ميقونة ميندورية (الاسم العلمي:Mucuna mindorensis)
- ميقونة ناحلة الساق (الاسم العلمي:Mucuna gracilipes)
- ميقونة ناعمة (الاسم العلمي:Mucuna mitis)
- ميقونة همبلوتية (الاسم العلمي:Mucuna humblotii)
- ميقونة هوبرية (الاسم العلمي:Mucuna huberi)
- ميقونة هوغلاندية (الاسم العلمي:Mucuna hooglandii)
- ميقونة هولتونية (الاسم العلمي:Mucuna holtonii)
- ميقونة هينانية (الاسم العلمي:Mucuna hainanensis)
- ميقونة واربورغية (الاسم العلمي:Mucuna warburgii)
- ميقونة واقفة (الاسم العلمي:Mucuna stans)
- ميقونة إلمري (الاسم العلمي:Mucuna elmeri)